# 核糖体DNA

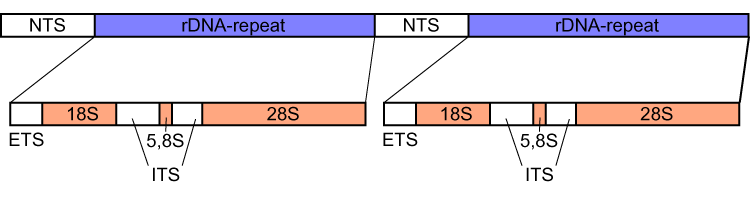
真核rDNA序列的基因片段包含18S，5.8S和28S束，形成一个串联重复集群；NTS（非转录间隔）、ETS（外部转录间隔）ITS（内转录间隔）1和2，从5'末端编号。

核糖体DNA（Ribosomal DNA，rDNA）是一种DNA序列，该序列用于rRNA编码。核糖体是蛋白质和rRNA分子的组合，翻译mRNA分子以产生蛋白质的组件。如该图所示，真核生物的rDNA包括一个单元段，一个操纵子，以及由NTS、ETS、18S 核糖体RNA、ITS1、5.8S rRNA、ITS2和28S rRNA束组成的串联重复序列。rDNA的还有另一个基因，由5S rRNA基因编码，位于大多数真核生物的基因组中。5S rDNA序列也存在于果蝇的串联重复序列。

## 重复单元的序列同质性
在大型的rDNA序列，rDNA的重复单元之间的多态性非常低，这表明rDNA的串联阵列通过协同进化演变。在对9种果蝇的5S串联重复序列区域彼此进行比较后得出的结果表明，因这一区域插入和删除较为频繁，在5'端以及3'端两侧发现有保守序列。他们可能在DNA复制或通过基因转换的过程中发生新合成链的滑移。

## 序列趋异对系统发生学的解释
ITS序列因為變異不影響核糖體的生成，所以远端物种如人类和青蛙之间进行ITS束序列的比较是不恰当的，但這特性卻很適合在近親之間比較差異。當然反過來說，rDNA编码区域的保守序列则允许远端物种甚至在酵母和人类之间进行比较。人类的5.8S rRNA与酵母的5.8S rRNA具有75％的同一性。在姊妹种情况下比较包括在物种和系统发生学中的ITS束则比较顺利。rDNA序列的不同编码区重复序列通常表现出不同的进化速率。其结果是，这种DNA可以提供属于全系统级别的物种的系统发生学信息。